# Rongoteus
Rongoteus é um deus mitológico responsável pelo centeio. É uma divindade da região da Carélia que está localizada na Europa setentrional, dividida entre a Federação Russa e a Finlândia. O deus finlandês é mencionado na obra de Mikael Agricola (1510-1557) e no primeiro almanaque publicado na Finlândia por Sigfridus Aronus Forsius (1560-1624).
O deus Rongoteus deu seu nome a uma cratera em Callisto que é um satélite do planeta Júpiter.